# Apeadero de Meia-Légua
El Apeadero de Meia-Légua fue una plataforma ferroviaria de la Línea del Algarve, que servía a la zona de Meia-Légua, en el ayuntamiento de Olhão, en Portugal.

## Historia
Este apeadero se encontraba en el tramo entre Faro y Olhão, que entró en servicio el 1 de  mayo de 1904.